# Lenguaje audiovisual
Lenguaje audiovisual es toda aquella comunicación que transmitimos a través de los sentidos de la vista y del oído. El tema audiovisual es considerada un arte en la publicidad, el periodismo, la televisión, el cine y ahora incluso en la web. El lenguaje audiovisual puede ser desde una imagen estática a una dinámica e incluso un sonido. Con todo esto nos comunicamos con un receptor (aquel que escucha u observa).
Con la integración de la imagen y el sonido se monta el lenguaje audiovisual. Se entiende como los modos artificiales de la organización de la imagen, por otro lado, el sonido que utilizamos para trasmitir ideas o sensaciones ajustándolas a la capacidad del hombre para percibirlas y comprenderlas. El lenguaje audiovisual tiene una serie de elementos morfológicos, de gramática y recursos estilísticos. El lenguaje audiovisual lo componen la imagen y el sonido mediante los cuales transmitimos ideas o sensaciones, ajustándose a la capacidad de comprensión de cada persona y no a la tecnología que los medios utilizan.
El lenguaje audiovisual tiene dos características fundamentales:
- Es mixto: suma el lenguaje visual con el auditivo...

En el lenguaje audiovisual, como en los lenguajes verbales, se pueden apreciar diversos aspectos tales como:
- Aspectos morfológicos (elementos visuales, elementos sonoros)
- Aspectos sintácticos (planos, ángulos, composición y distribución de objetos en la imagen, profundidad de campo, distancia focal, continuidad, ritmo, iluminación, color, movimientos de cámara)
- Aspectos semánticos (se trata de recursos visuales tal que la elipsis o la metáfora y recursos lingüísticos como neologismos, ironías o frases hechas)
- Aspectos estéticos (propiedades de armonía, y belleza)
- Aspectos didácticos (cuando trata una función pedagógica, que facilite la comprensión y aprendizaje de sus contenidos)

Estos recursos facilitan la comprensión y la asimilación de los contenidos de los mensajes audiovisuales. Umberto Eco ya nos advierte: 

La civilización democrática solo se salvará si se hace del lenguaje de la imagen una provocación a la reflexión crítica y no una invitación a la hipnosis.

- Datos: Q5972764